# Eretmocerus silvestrii
Eretmocerus silvestrii is een vliesvleugelig insect uit de familie Aphelinidae. De wetenschappelijke naam is voor het eerst geldig gepubliceerd in 1969 door Gerling.